# ملعب عشق آباد
ملعب عشق آباد هو ملعب كرة قدم متعدد الأغراض يقع في عشق آباد، تركمانستان، يتسع لجلوس 20،000 متفرج. غالباً ما يستخدم للاحتفالات ومباريات كرة القدم.

## التاريخ
تم وضع حجر الأساس للملعب في 2009. افتتح الملعب في 2011.

## روابط خارجية
- Ashgabat Stadium. Polimeks